# François-Charles de Velbruck
François Charles de Velbrück (Düsseldorf, 12 luglio 1719 – Tongeren, 30 aprile 1784) è stato un vescovo cattolico e nobile tedesco, principe vescovo di Liegi dal 16 febbraio 1772 al 1784.

## Biografia
Nel 1735, Velbrück divenne canonico della Cattedrale di Liegi. Un anno dopo fu accolto, per procura, nel capitolo della cattedrale. Fu fatto arcidiacono di Hesbaye, allora ufficiale della Scel des Grâces, nel 1756.
Un anno dopo fu messo a capo di una missione diplomatica alla corte di Vienna. Nel 1759 divenne gran maestro del palazzo e primo ministro di Giovanni Teodoro di Baviera, poi vescovo di Liegi e capo di una sontuosa corte. Velbrück fu anche nominato canonico della Cattedrale di Munster nel 1757 e nel 1765 Luigi XV di Francia gli diede il comando dell'abbazia reale di Saint-Nicolas a Cheminon, nella provincia dello Champagne in Francia. Questa eccezionale carriera diplomatica ed ecclesiastica lo rese l'unico candidato possibile alla carica di vescovo di Liegi alle elezioni del 1772.

### Principe vescovo di Liegi

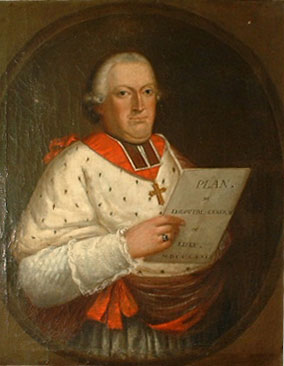
François-Charles de Velbruck, dipinto da Lambert-Joseph Gregoire.

Il suo regno vide la nascita di diverse iniziative sociali, artistiche e intellettuali. Come un despota illuminato, ricettivo alle idee progressiste sorte negli ultimi decenni dell'Ancien Régime in Francia, cercò di introdurre idee illuminate al Principato vescovile di Liegi, ma per mancanza di denaro o di potere questi progetti non ebbero sempre successo. Una certa letargia e ristrettezza di visione regnava allora nel Principato, impedendo qualsiasi progresso reale. Egli fece diversi tentativi per combattere la povertà e l'ineguaglianza di classe, ma non fu in grado di fare la vera differenza per la situazione deplorevole. Cercò di apportare cambiamenti in diverse aree, come la salute pubblica, creando l'Hôpital général Saint-Léonard come luogo in cui i bisognosi potevano essere accolti e assistiti, un corso di ostetricia libero e strutture per combattere le malattie.
Velbrück riformò anche l'istruzione, rendendola aperta a tutti, creando scuole gratuite per i bambini poveri e un piano educativo per i giovani della regione di Liegi. Incaricato di eseguire il decreto per la soppressione dei gesuiti a Liegi nel 1773, consegnò il Collège en Isle al suo clero, nel 1786, perché lo usasse come seminario. Modernizzò l'insegnamento dando maggiore importanza alle scienze fisiche e alla matematica e alle scienze umane, fornendo agli studenti utili obiettivi per il loro giudizio critico. Progettò anche la creazione di una grande biblioteca pubblica. Fu un grande protettore delle arti e le sue azioni furono essenziali per il rinascimento delle arti nel vescovado. Nel 1774 diede inizio alla costruzione dell'Académie royale des beaux-arts de Liège.
Tuttavia, la sua opera più notevole fu la fondazione, nel 1779, della Société littéraire de Liège e della Société libre d'émulation, un luogo d'incontro per l'intellighenzia di Liegi e per entrare in contatto con studiosi stranieri. Queste società realizzarono molte attività incluse presentazioni di scoperte scientifiche e opere di artisti e poeti.
In seguito si disse che era anche un massone, membro di una loggia di Liegi, La Parfaite Intelligence et l'Etoile Réunies, ma la cosa non è mai stata provata. Il maestro venerabile di questa loggia, Dwelshauwers-Dery, scrisse nella sua storia della massoneria a Liegi: "Dopo aver cercato in un notevole numero di archivi finora sconosciuti, non ho trovato prove che il principe di Velbrück fosse un massone". Il sito web ufficiale del Grande Oriente del Belgio lo cita comunque tra i massoni celebri, così come  fanno altri storici della Massoneria.
Fu sepolto a Liegi e il suo mausoleo sfuggì alla distruzione durante la Rivoluzione di Liegi in cui le sue spoglie, a differenza di quelle dei suoi predecessori, non furono gettate in un fosso. Il suo mauseoleo, restaurato, si trova, dal 15 giugno 2000, nel chiostro della Cattedrale di Liegi. Il suo epitaffio testimonia il grande riguardo che ebbe il popolo del suo vescovado:
un Augusto e un Mecenate per i cittadini di Liegi.»
(Epitaffio di Ignoto)

## Genealogia episcopale
La genealogia episcopale è:
- Cardinale Scipione Rebiba
- Cardinale Giulio Antonio Santori
- Cardinale Girolamo Bernerio, O.P.
- Arcivescovo Galeazzo Sanvitale
- Cardinale Ludovico Ludovisi
- Cardinale Luigi Caetani
- Cardinale Ulderico Carpegna
- Cardinale Paluzzo Paluzzi Altieri degli Albertoni
- Cardinale Gaspare Carpegna
- Cardinale Fabrizio Paolucci
- Cardinale Francesco Barberini
- Vescovo Pierre Louis Jacquet
- Vescovo Charles Antoine de Grady
- Vescovo Charles Nicolas Alexandre d'Oultremont
- Vescovo Charles Alexandre d'Arberg et de Valengin
- Vescovo François-Charles de Velbruck